# Pen Duick
Pen-Duick é uma série de veleiros que teve Éric Tabarly durante a sua longa carreira de velejador. Pen Duick é um ortografia afrancesado do bretão Penn Duig que quer dizer "mésanges noires"  (Chapim-carvoeiro).

## O primeiro
Veleiro realizado segundo os planos do arquitecto naval escocês  William Fife e comprado pelo pai de Éric T. em 1938 mas que apodreceu durante a Segunda Guerra Mundial. Éric  recuperou-o tendo utilizado o antigo  Casco como molde.

## Dinastia
Cada um dos diferentes Pen Duick tem uma história bem particular, assim:
- O primeiro Pen Duick nunca teve número
- Pen Duick II (1964) - do tipo ketch, ganha a Transat Inglesa desse ano
- Pen Duick III (1967) - todo em alumínio, ganhou quase tudo onde entrou e o único veleiro francês a ter ganho a Sydney-Hobart em 1967
- Pen Duick IV (1968) - 1ro trimaran a ser armado em Ketch, foi comprado por Alain Colas e rebaptizado Manureva, é nele que naufraga durante a 1ra Route du Rhum em 1978
- Pen Duick V (1968) - monocasco precursor dos valeiros Open actuais. Vitória com 11 dias de avanço na travessia  San Francisco-Tokyo  de 1969
- Pen Duick VI (1973) - expressamente construído em 1973 para disputar a Whitbread

## Galeria

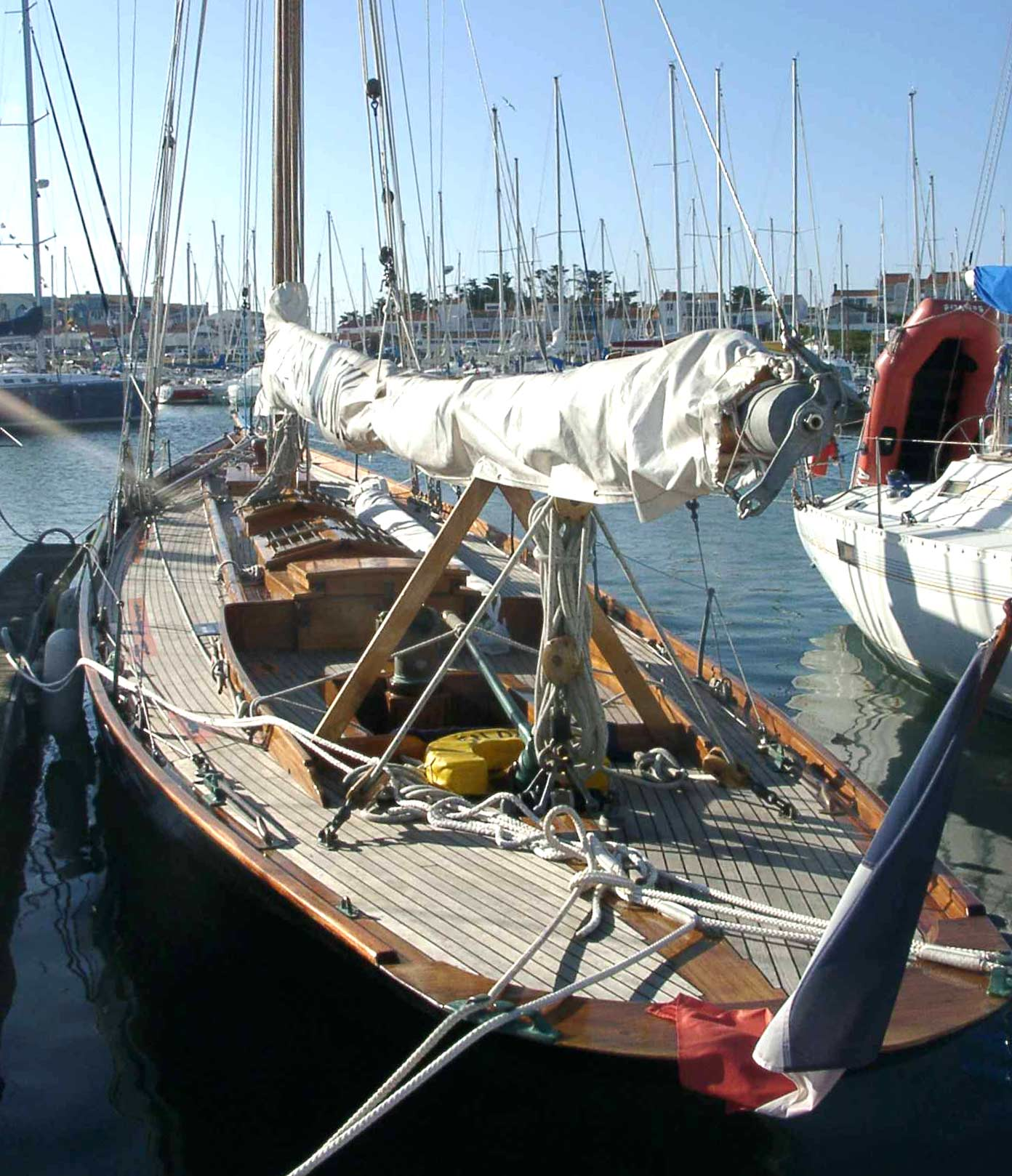
O 1ro Pen Duick
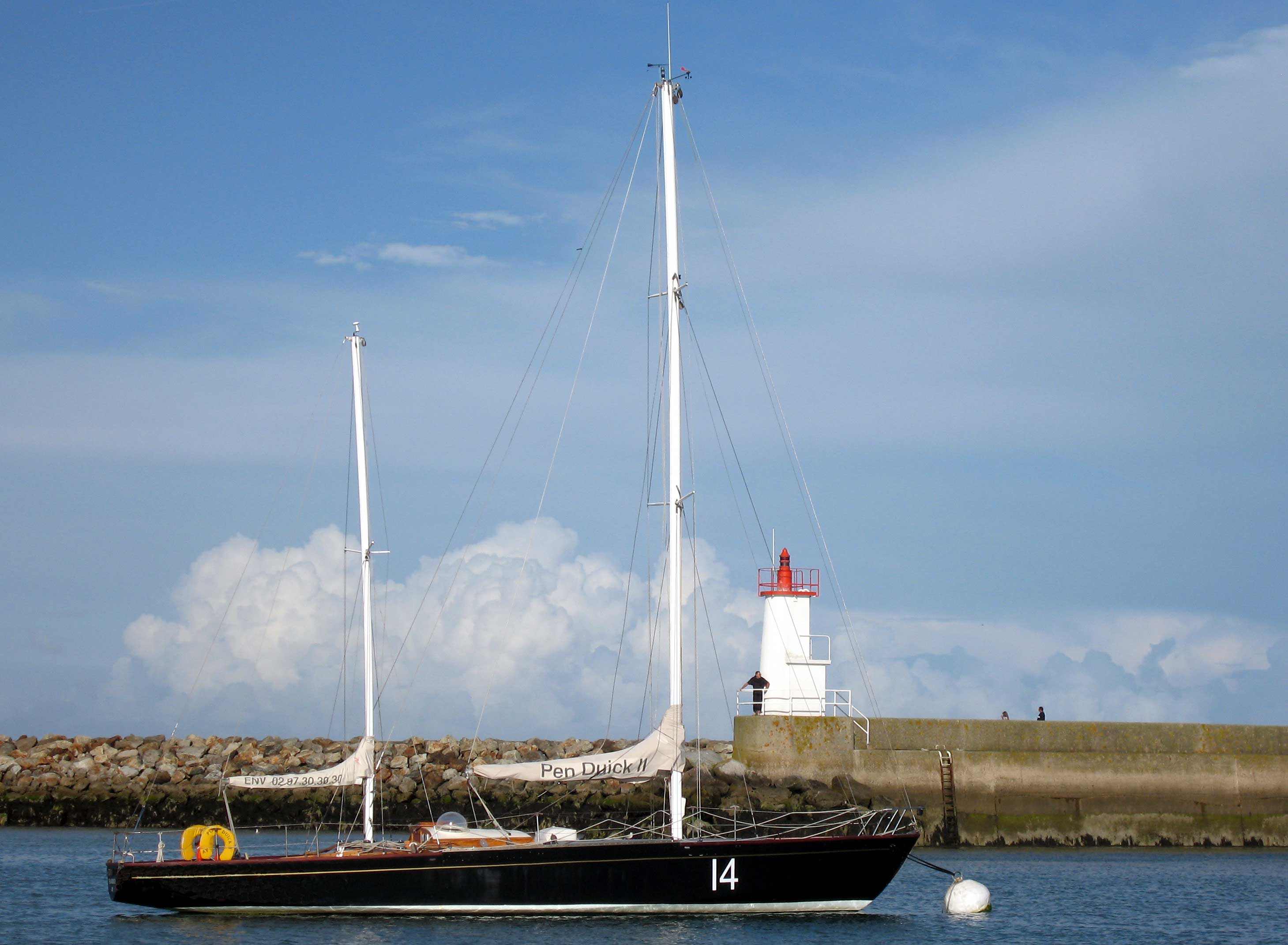
Pen Duick II
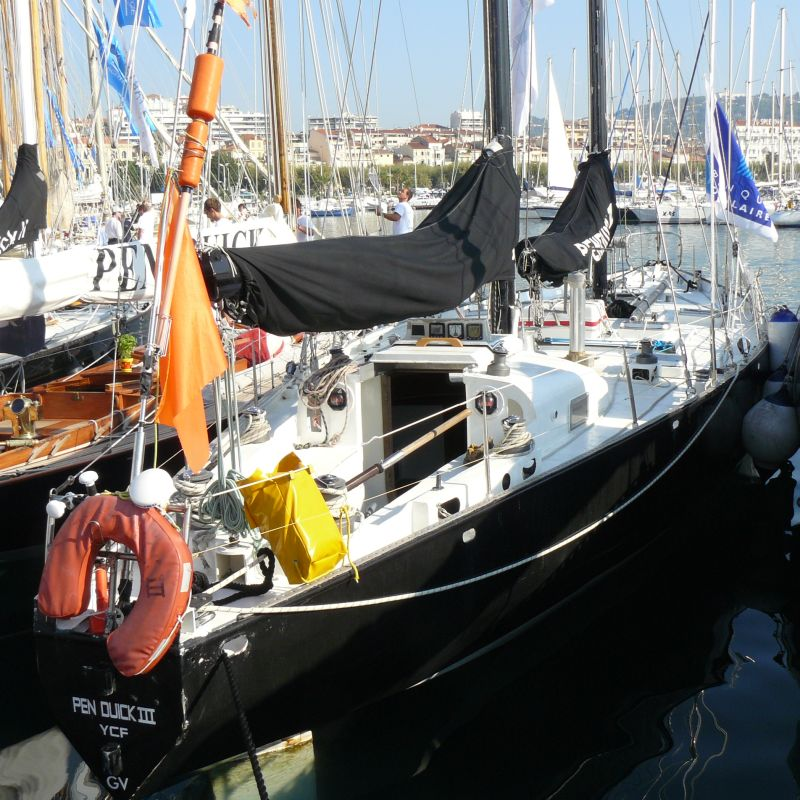
Pen Duick III
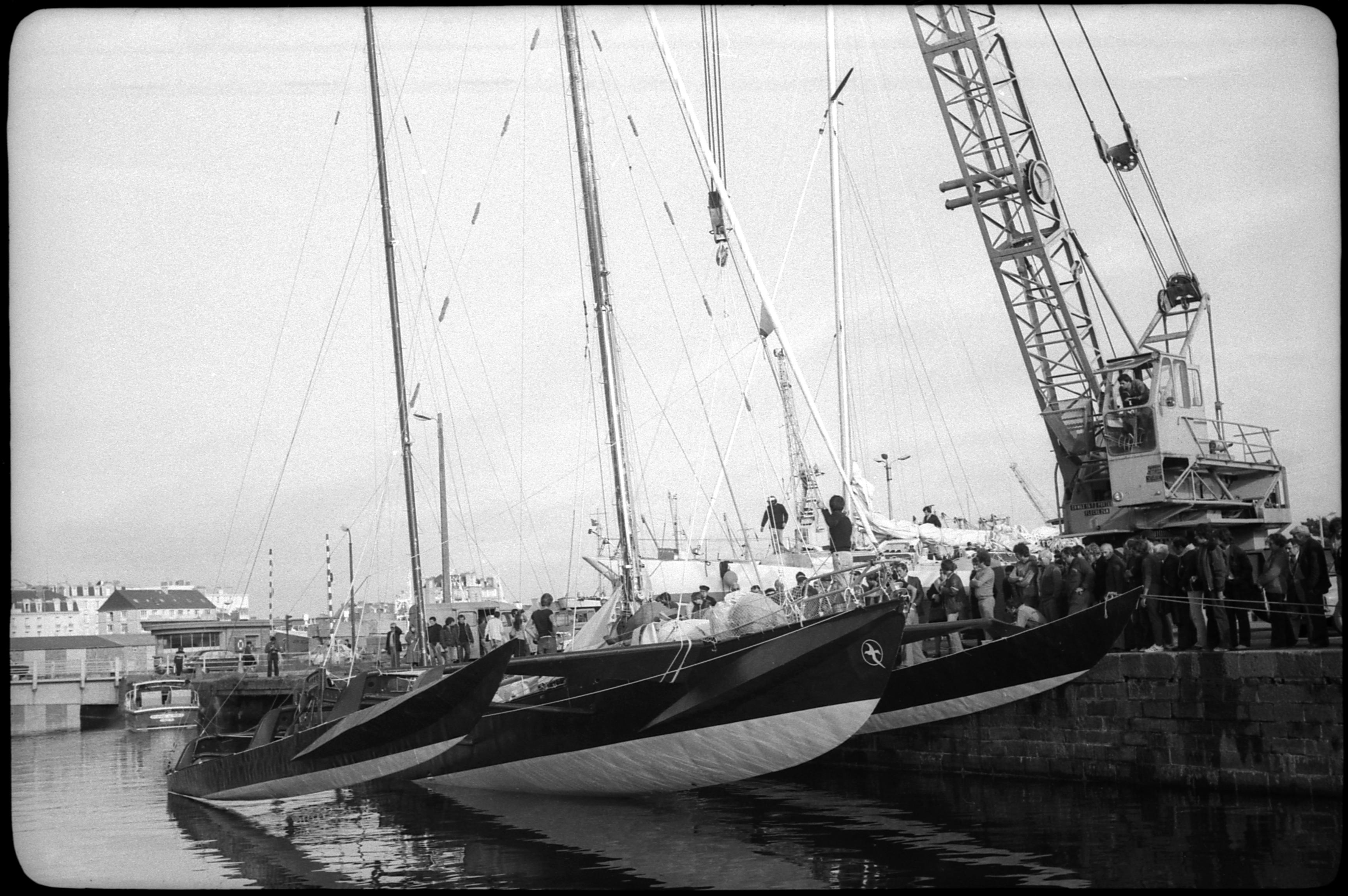
Pen Duick IV
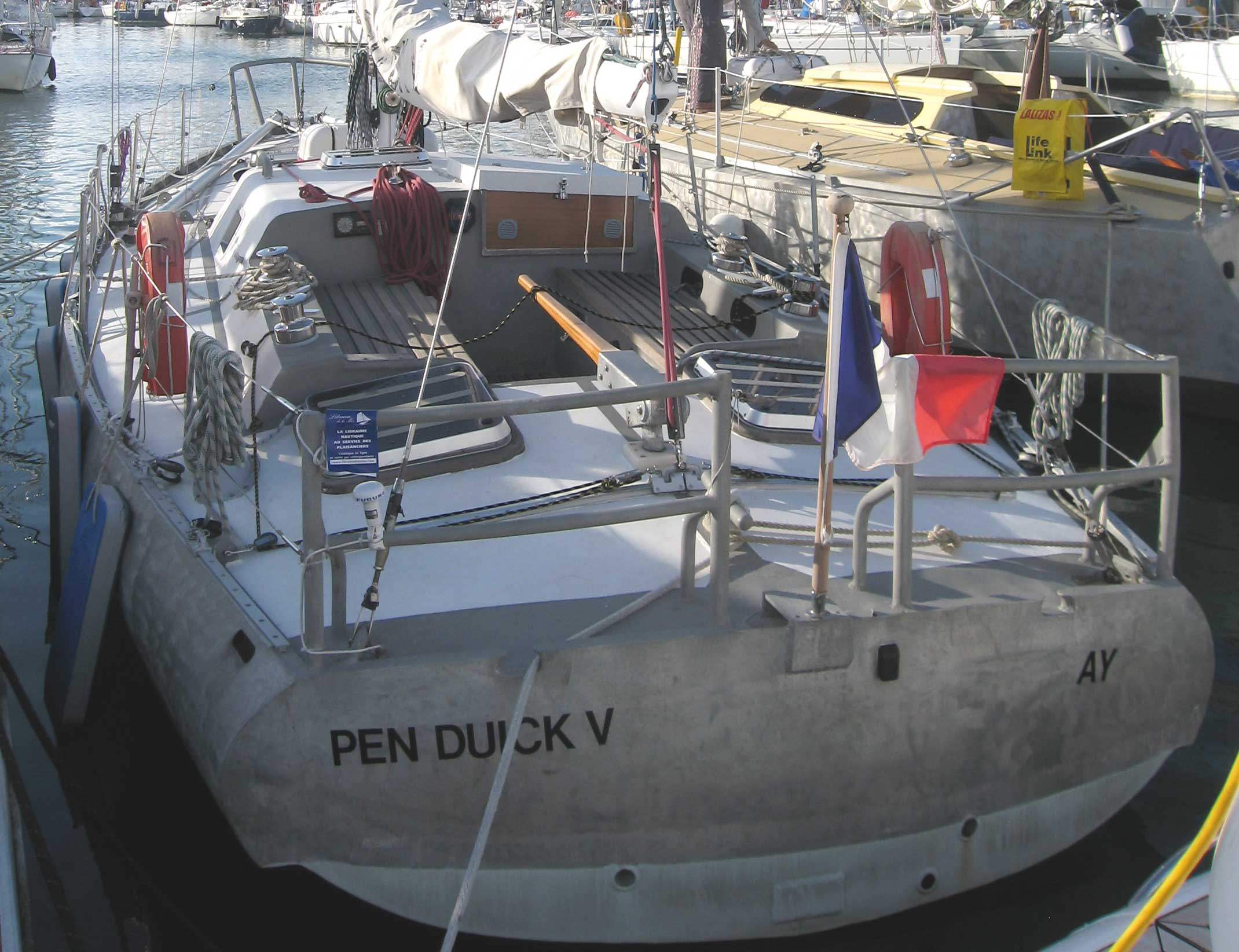
Pen Duick V
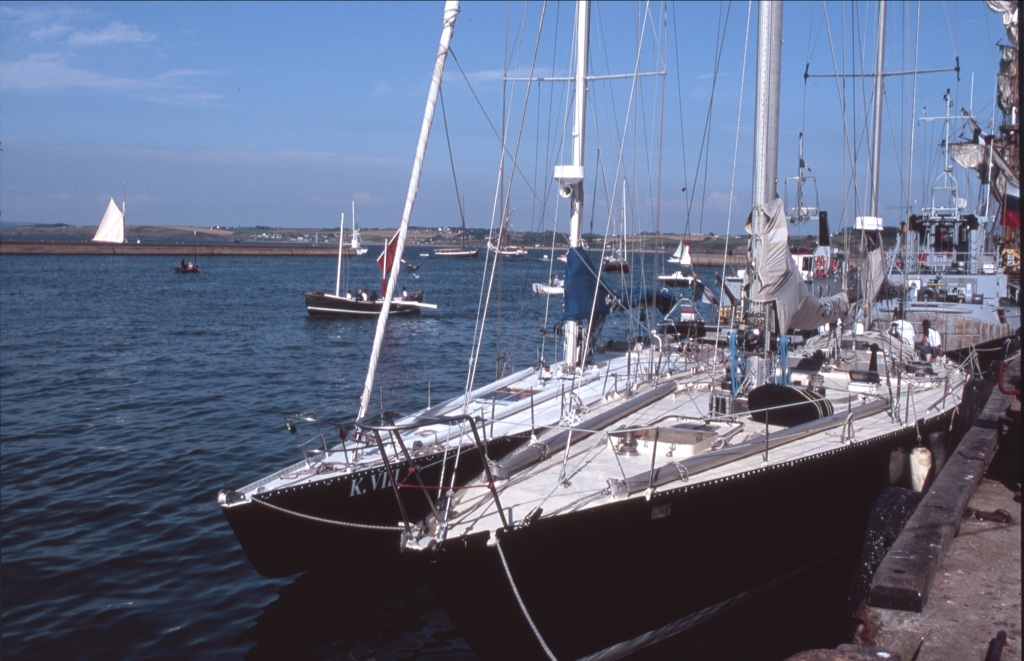
Pen Duick VI